# Dalarnas Nyheter
Dalarnas Nyheter var en frisinnad dagstidning utgiven 19 december 1901 till 16 februari 1905 då den uppgick i Leksands Tidning.
Tidningen startade med ett provnummer 23 november 1901 och totalt trycktes tre provnummer varav bara ett är bevarat, nr 3 på Lunds Universitetsbibliotek. Det var en eftermiddagstidning som kom ut två dagar i veckan måndagar och fredagar. När förlaget upplöstes tog Leksands tidning över redaktion och tryckning och slutligen hela tidningen.

## Ansvarig utgivare och redaktör
| Period                 | Ansvarig utgivare           | Titel                  | Period                 | Redaktör               |
| 1901-11-23--1904-05-15 | Holmberg, Gustaf Henriksson | redaktören             | 1901-12-19--1904-05-16 | Holmberg, Gustaf H:son |
| 1904-05-16--1904-09-18 | Siljedal, Erik              | redaktören             | 1904-05-19--1904-09-19 | Siljedal, Erik         |
| 1904-09-19--1905-02-16 | Tegnér, Johan Anders        | redaktionssekreteraren | 1904-09-22--1905-02-16 | Tegnér, John           |

## Tryckning
Tidningen trycktes från starten den 19 december 1901 på Hedemora nya boktryckeriaktiebolags tryckeri i Hedemora. Från 26 maj 1904 till dess att tidning upphörde på Aktiebolaget Leksandstidningens tryckeri  i Borlänge. Formatet var ett stort dagstidningsformat med 4 sidor hela utgivningstiden. Typsnittet var antikva och färgen enbart svart. Upplagan var under 1901 cirka 5000-7000 exemplar och minskade till 2400 under 1904. Priset för tidningen var 1902 3 kr, 1905 2,50kr.
Förlag som gav ut tidningen var  1901--1904 Hedemora nya boktryckeri aktiebolag i  Hedemora. Bolaget upplöstes 22 april 1904. 1904--1905 gavs tidningen ut av Aktiebolaget Leksandstidningen i Borlänge. Leksandstidningen var närstående tidning till 16 maj 1905 och tidningen uppgår i Leksands Tidning i februari 1905